# 遠雄悅來大飯店
遠雄悅來大飯店（英語：Farglory Hotel）為台灣五星級飯店之一，於2002年正式對外營業，舊名為遠來大飯店，2005年更名為遠雄悅來大飯店，座落於花蓮縣壽豐鄉鹽寮村山嶺18號，為花蓮唯一上市的國際觀光旅館，目前由董事長武祥生主持經營。

## 簡介
花蓮遠雄悅來大飯店共計客房388間，並提供經典中菜、日式料理以及西式餐飲服務。
母集團為遠雄集團。
2022年，迎來開幕20周年，進行飯店的大翻新。

## 公司沿革
- 1990年，設立花蓮灣農牧股份有限公司籌備處。
- 1991年，正式設立並更名為花蓮海洋公園股份有限公司。
- 2002年，遠來大飯店正式成立並對外營業。。
- 2005年，「遠來大飯店」更名為「遠雄悅來大飯店」。
- 2010年，更名為「遠雄悅來大飯店股份有限公司」。
- 2013年，於臺灣證券交易所掛牌上市（臺證所：2712）。

## 外部連結
- 花蓮遠雄悅來大飯店 （页面存档备份，存于） （繁體中文） （简体中文） （英文）